# Ononis pubescens
Ononis pubescens — вид рослин роду вовчуг родини бобових (Fabaceae). Етимологія: лат. pubescens — «пухнастий».

## Опис
Однорічна трав'яниста прямовисна запушена рослина, до 75 см, дуже розгалужена від основи. Трійчасте листя, верхнє просте. Листочки 10–40 × 5–20 мм, еліптичні, довгасті або яйцювато-еліптичні, зубчасті, запушено-залозисті. Віночок 12–17 мм, жовтий або жовтувато-рожевий. Плоди 9–12 мм, входять в чашу, яйцювато-ромбічні, загострені, запушено-залозисті з 2–3 насінням. Насіння 2.5–3.5 мм, яйцевиде або округле, коричневе, гладке. 2n = 32. Цвіте з квітня по липень.

## Поширення
Поширення: Північна Африка: Алжир; Марокко. Західна Азія: Кіпр; Єгипет — Синай; Ізраїль; Йорданія; Ліван; Сирія; Туреччина. Південна Європа: Греція (включно Крит); Франція; Португалія; Гібралтар; Іспанія (включно Балеарські острови). Населяє кам'янисті чагарники, необроблені поля і узбіччя; 0-800 м.

## Галерея

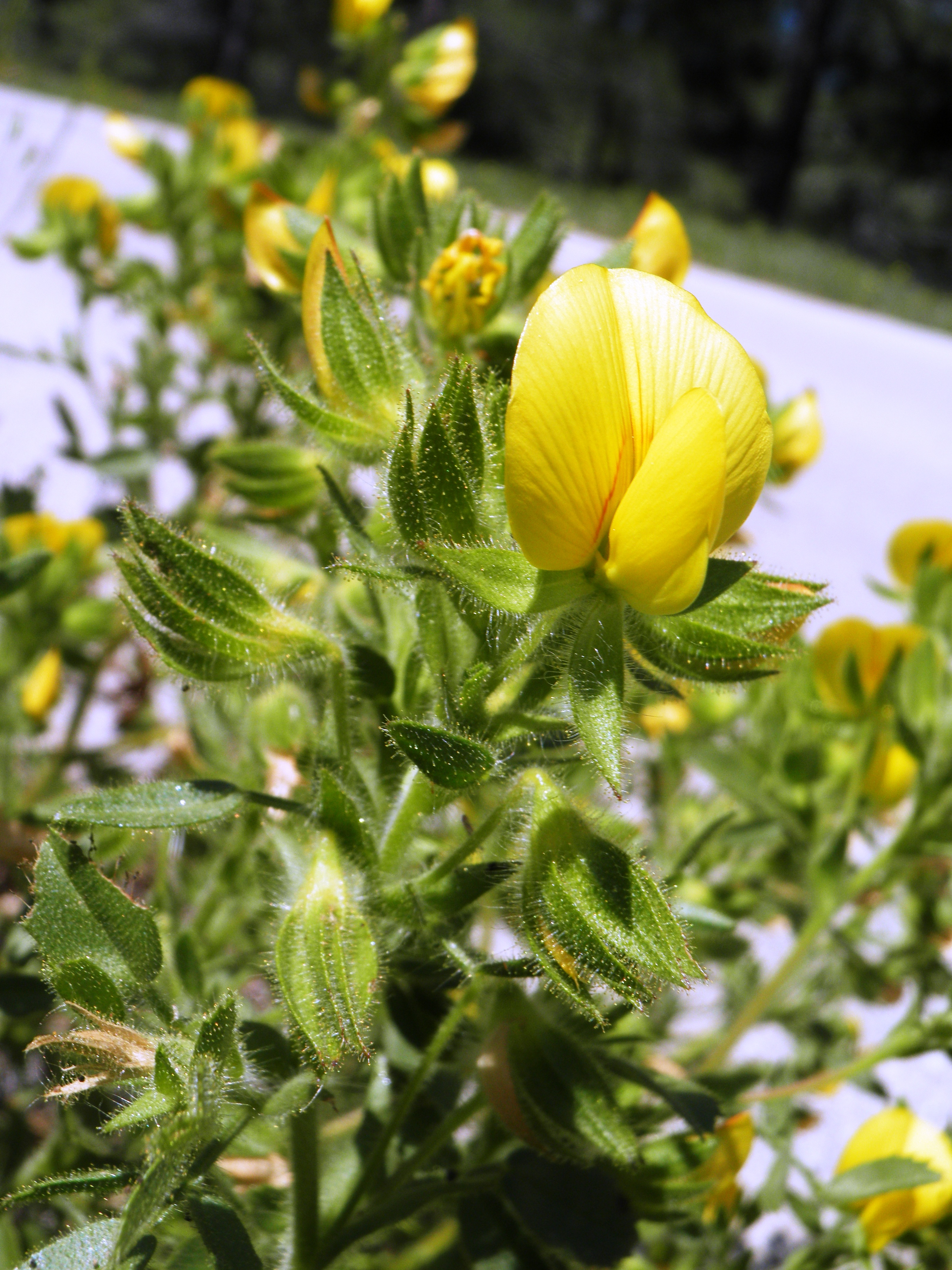
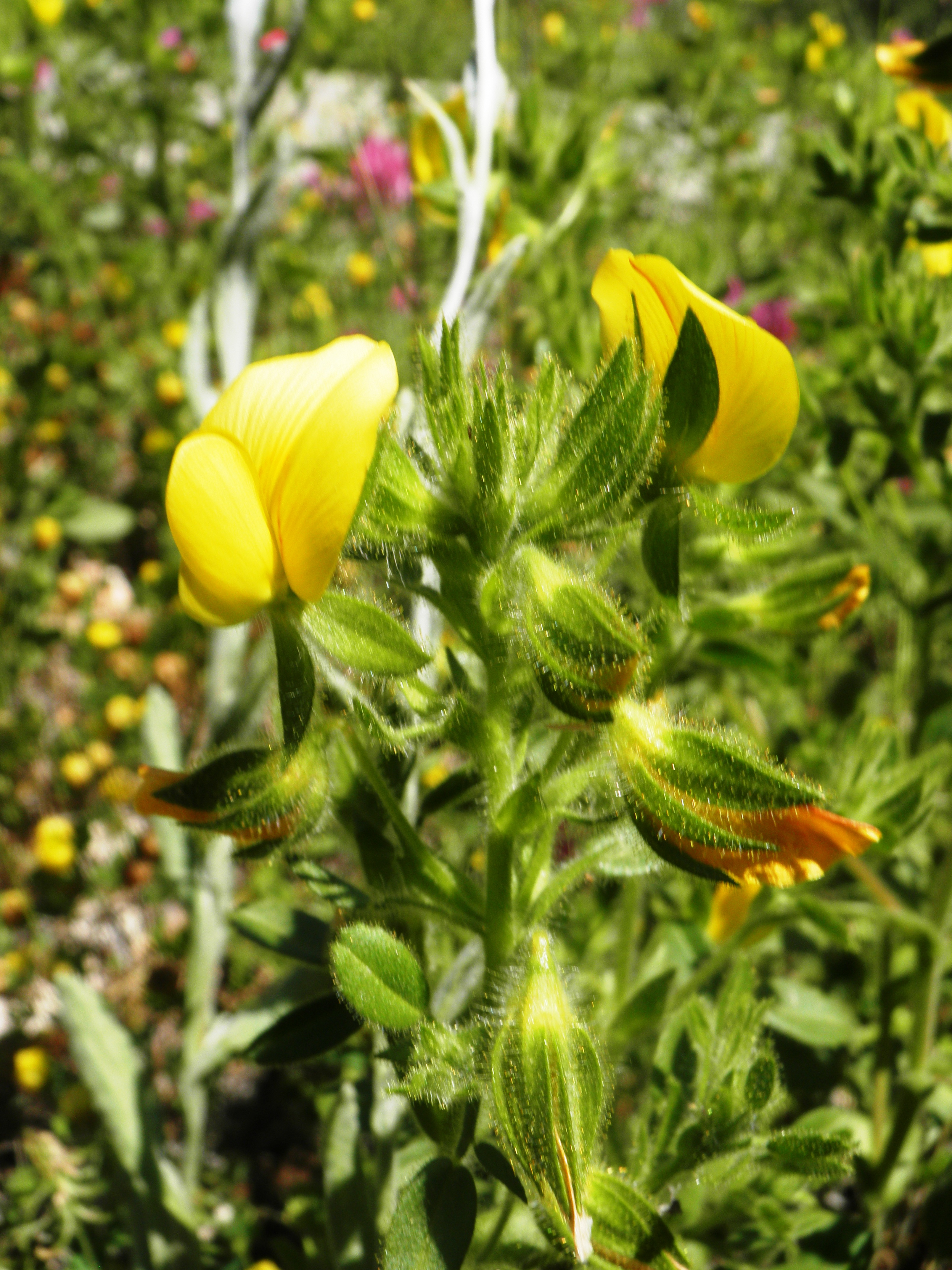
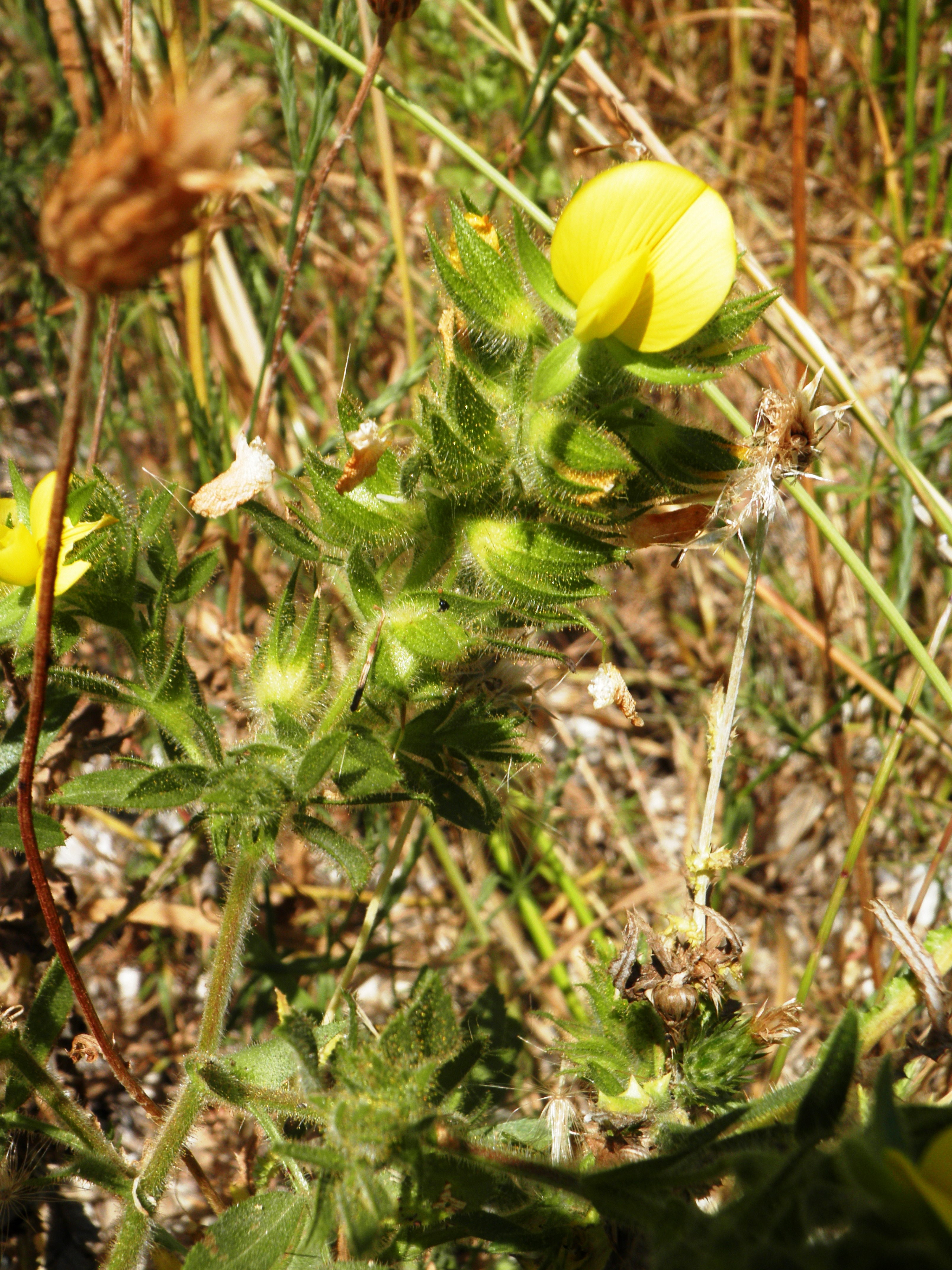